# Alexandra Boulat
Pour les articles homonymes, voir Boulat.
Alexandra Boulat, née le 2 mai 1962 à Paris et morte le 5 octobre 2007 dans la même ville est une  photojournaliste de réputation internationale qui a couvert la plupart des conflits en ex-Yougoslavie, en Irak, en Afghanistan ou en Palestine.

## Biographie
Alexandra Boulat est la fille du photographe français Pierre Boulat, qui travaille longtemps pour le magazine américain Life, et de la fondatrice et directrice de l'agence Cosmos, Annie Boulat. Elle fait des études de dessin et d'histoire de l'art à l'École des beaux-arts de Paris.
Elle participe activement à la scène artistique des figurations libres aux côtés de groupes de peintres, les Frères Ripoulin et les Musulmans fumants dans les années 1980.
Assistante photographe de son père, elle débute dans le photojournalisme en 1989 représentée par l'agence Sipa Press. Dans les années 1990, elle est l'une des premières photographes à couvrir la dislocation de l'ancienne Yougoslavie.
Le 9 septembre 2001, elle cofonde l'Agence VII avec six autres photographes parmi lesquels l'ancien photographe de Magnum James Nachtwey et le photographe de guerre Christopher Morris,. Avant cela, elle est représentée par l'agence Cosmos.
Son travail est publié dans de nombreux magazines, parmi lesquels : Time, Newsweek, Paris-Match, Géo et le National Geographic Magazine. Dans cette dernière elle travaillé au pays des berbères, dans le Haut Atlas marocain (article paru en janvier 2005).
En 2002, à l'occasion de la publication de son livre Éclats de guerre, Alexandra Boulat expose dans une galerie du quartier du Marais à Paris, une centaine de ses photographies, dans le cadre du Mois de la Photo à Paris.
Alexandra Boulat est récompensée par de nombreux prix, dont celui du Visa d'or pour l'image du Festival de photojournalisme Visa pour l'image de Perpignan en 1998 et le Grand Prix Paris Match du photojournalisme la même année pour ses reportages sur le Kosovo, le World Press en 2003, ou encore le Prix de la meilleure femme photographe aux Oscars Bevento (Italie) en 2006. Sa couverture du dernier défilé de mode d'Yves Saint Laurent est également primé lors des prix World Press Photo.
En 1999, elle obtient le prix Infinity Award du photojournalisme, décerné annuellement depuis 1985 par l'International Center of Photography de New York. Cette même année, elle devient la toute première « photographe de l'année » du magazine American Photo.
Installée à Ramallah depuis 2006, elle a particulièrement couvert la situation dans la bande de Gaza et le conflit inter-palestinien, en se concentrant particulièrement sur le rôle des femmes dans ces cultures.
Au mois de juin 2007, en reportage pour Paris-Match à Ramallah en Cisjordanie, elle est victime d'une rupture d'anévrisme et passe trois semaines à l'hôpital en Israël, dans un coma médicalement provoqué. Rapatriée, Alexandra Boulat meurt sans avoir repris connaissance le 5 octobre 2007 à Paris.

## Récompenses et distinctions
- 1994 : The Harry Chapin Media Awards, pour son reportage sur le Sarajevo assiégée
- 1998 : Grand Prix Paris Match du photojournalisme pour son reportage sur le Kosovo
- 1998 : Visa d'Or, Visa pour l'image, Perpignan
- 1998 : Photo Magazine’s photographer of the year, États-Unis
- 1999 : Infinity Award du photojournalisme, International Center of Photography, New York
- 2003 : World Press Photo, catégorie « Art » pour Yves Saint Laurent, dernière collection
- 2006 : Prix de la meilleure femme photographe, Bevento Oscars, Italie

## Publications
- Éclats de guerre  (préf. Bernard-Henri Lévy), Paris, Éd. des Syrtes, 2002, 224 p. (ISBN 9782845450714).
- Voyons Voyons  (préf. Caroline Mangez), Paris, C.D.P. Éditions, coll. « Visa Pour L'image "20 Ans" », 31 août 2008, 56 p. (ISBN 9782351300213).
- avec Pierre Boulat : Pierre et Alexandra Boulat, t. 34, Reporters sans frontières (RSF) / édition illustrée, coll. « 100 photos pour la liberté de la presse », 9 septembre 2010, 142 p. (ISBN 978-2915536942)[8].